# Красная книга Ленинградской области
Красная книга Ленинградской области — официальный документ, содержащий свод сведений о состоянии, распространении и специальных мерах охраны редких и находящихся под угрозой исчезновения видов (подвидов, популяций) диких животных и дикорастущих растений и грибов, обитающих (произрастающих) на территории Ленинградской области. Региональный вариант Красной книги России.

## История

### Красная книга природы Ленинградской области
Красная книга природы Ленинградской области была издана в 1999—2002 годах. В её создании принимали участие учёные Санкт-Петербурга, также помощь оказывало Министерство окружающей среды Финляндии. Красная книга природы состоит из трёх томов — «Особо охраняемые природные территории», «Растения и грибы», «Животные».
Первый том содержит описания участков местности, сохранивших естественные природные комплексы, а также указания на нормативно-правовые акты, регулирующие вопросы охраны данных территорий. В него включены 56 существующих, 22 проектируемых и 35 предлагаемых к организации ООПТ.
Второй том посвящён описанию охраняемых видов растений и грибов, в их числе 201 вид сосудистых растений, 56 видов мохообразных, 71 вид водорослей, 49 видов лишайников и 151 вид грибов.
Третий том включает в себя описания видов животных, подлежащих охране на территории региона. Всего в красную книгу входят 16 видов кольчатых червей, 25 видов моллюсков, 421 вид членистоногих, 13 видов рыб, 6 видов земноводных и пресмыкающихся, 85 видов птиц и 18 видов млекопитающих.
Первоначально книга задумывалась и издавалась как научно-популярное издание, ориентированное на широкий круг читателей. В 2004 году изданием соответствующего Постановления Правительства Ленинградской области Красной книге был придан статус официального документа.
Согласно местному законодательству головной научно-исследовательской организацией по научному обеспечению работ по ведению Красной книги Ленинградской области является Биологический научно-исследовательский институт Санкт-Петербургского государственного университета, а координацию работ осуществляет комитет по природным ресурсам и охране окружающей среды Ленинградской области.

### Красная книга Ленинградской области
В 2014 году учреждена Красная книга Ленинградской области и утверждено положение о порядке её ведения. Ведение Красной книги осуществляют комитет по охране, контролю и регулированию использования объектов животного мира Ленинградской области — в части объектов животного мира и комитет по природным ресурсам Ленинградской области — в части объектов растительного мира.
В 2018 году вышло первое официальное издание Красной книги Ленинградской области в 2 книгах:
- «Объекты растительного мира» тиражом 2000 экземпляров, которая включает сведения о 536 видах: 156 — сосудистых растений, 81 — мохообразных, 79 — водорослей, 94 — лишайников и 126 — грибов и миксомицетов[5];
  - Список объектов, включенных в издение согласно Приказу 11 марта 2015 года N 21 (в редакции приказа от 12.09.2018 № 14, в редакции приказа от 17.10.2018 № 17) О ЗАНЕСЕНИИ ОБЪЕКТОВ РАСТИТЕЛЬНОГО МИРА В КРАСНУЮ КНИГУ ЛЕНИНГРАДСКОЙ ОБЛАСТИ[6]
- «Животные» тиражом 3819 экземпляров, которая включает сведения о 375 видах: 11 — моллюсков, 8 — ракообразных, 12 — паукообразных, 239 — насекомых, 12 — миног и рыб, 3 — земноводных, 2 — пресмыкающихся, 76 — птиц и 12 — млекопитающих[7].

## Категории статуса редкости
Категории статуса редкости объектов, занесённых в Красную книгу Ленинградской области, определяются по следующей шкале:
- 0 — Вероятно исчезнувшие в Ленинградской области
- 1 — Находящиеся под угрозой исчезновения. Таксоны и популяции, численность особей которых уменьшилась до критического уровня таким образом, что в ближайшее время они могут исчезнуть.
- 2 — Сокращающиеся в численности или распространении. Таксоны и популяции с неуклонно сокращающейся численностью (распространением), которые при дальнейшем воздействии факторов, снижающих численность (распространение), могут в короткие сроки попасть в категорию находящихся под угрозой исчезновения.
- 3 — Редкие. Таксоны и популяции, которые имеют малую численность и распространены на ограниченной территории (или акватории) или спорадически распространены на значительных территориях (или акваториях).
- 4 — Неопределённые по статусу. Таксоны и популяции, которые, вероятно, относятся к одной из предыдущих категорий, но достаточных сведений об их состоянии в природе в настоящее время нет. либо они не в полной мере соответствуют критериям всех остальных категорий.
- 5 — Восстановленные и восстанавливающиеся. Таксоны и популяции, численность и распространение которых под воздействием естественных причин или в результате принятых мер охраны начали восстанавливаться и приближаются к состоянию, когда не будут нуждаться в срочных мерах по сохранению и восстановлению.

## Список видов
В скобках указана категория статуса редкости вида (подвида).

### Объекты растительного мира
- Equisetum scirpoides — Хвощ камышковый (2)
- Equisetum variegatum — Хвощ пестрый (3)
- Asplenium septentrionale — Костенец северный (1)
- Asplenium trichomanes — Костенец волосовидный (1)
- Polystichum aculeatum — Многорядник шиповатый (1)
- Polystichum braunii — Многорядник Брауна (1)
- Botrychium lanceolatum — Гроздовник ланцетный (1)
- Botrychium matricariifolium — Гроздовник ромашколистный (2)
- Botrychium virginianum — Гроздовник виргинский (1)
- Diplazium sibiricum — Орлячок сибирский (3)
- Gymnocarpium robertianum — Голокучник Роберта (1)
- Rhizomatopteris sudetica — Корневищник судетский (1)
- Woodsia ilvensis — Вудсия северная (3)
- Alisma lanceolatum — Частуха ланцетная (1)
- Sagittaria natans — Стрелолист плавающий (1)
- Allium angulosum — Лук угловатый (2)
- Allium schoenoprasum — Лук-скорода (3)
- Allium ursinum — Лук медвежий (1)
- Sanicula europaea — Подлесник европейский (3)
- Astrantia major — Астранция большая (1)
- Artemisia oelandica — Полынь эландская (1)
- Cirsium rivulare — Бодяк приручейный (1)
- Crepis czerepanovii — Скерда Черепанова (1)
- Crepis sibirica — Скерда сибирская (3)
- Eupatorium cannabinum — Посконник коноплевидный (3)
- Helichrysum arenarium — Цмин песчаный (2)
- Ligularia sibirica — Бузульник сибирский (3)
- Petasites frigidus — Белокопытник холодный (2)
- Petasites spurius — Белокопытник ложный (1)
- Senecio paludosus — Крестовник болотный (3)
- Senecio aquaticus — Крестовник водный (1)
- Senecio tataricus — Крестовник татарский (1)
- Tephroseris integrifolia — Пепельник цельнолистный (1)
- Tephroseris palustris — Пепельник болотный (0)
- Tripleurospermum maritimum — Трёхрёберник приморский (3)
- Tripleurospermum subpolare — Трёхрёберник приполярный (3)
- Tripolium pannonicum — Триполиум обыкновенный (3)
- Betula humilis — Берёза низкая (3)
- Lithospermum officinale — Воробейник лекарственный (3)
- Myosotis ramosissima — Незабудка ветвистая (3)
- Arabis sagittata — Резуха стрелолистная (1)
- Cardamine parviflora — Сердечник мелкоцветковый (3)
- Crambe maritima — Катран приморский (1)
- Dentaria bulbifera — Зубянка клубеньконосная (3)
- Draba incana — Крупка седоватая (1)
- Isatis tinctoria — Вайда красильная (3)
- Lunaria rediviva — Лунник оживающий (3)
- Campanula bononiensis — Колокольчик болонский (2)
- Phyteuma orbiculare — Кольник округлый (1)
- Lonicera caerulea — Жимолость голубая (3)
- Dianthus arenarius — Гвоздика песчаная (2)
- Eremogone micradenia — Пустынница мелкожелезистая (1)
- Eremogone saxatilis — Пустынница скальная (1)
- Gypsophila fastigiata — Качим пучковатый (2)
- Moehringia lateriflora — Мерингия бокоцветковая (2)
- Silene chlorantha — Смолёвка зеленоцветковая (1)
- Silene tatarica — Смолёвка татарская (3)
- Viscaria alpina — Смолка альпийская (3)
- Chamaepericlymenum suecicum — Дерен шведский (3)
- Jovibarba globifera — Молодило побегоносное (2)
- Sedum annuum — Очиток однолетний (1)
- Blysmus rufus — Блисмус рыжий (3)
- Carex arenaria — Осока песчаная (3)
- Carex bohemica — Осока богемская (1)
- Carex buxbaumii — Осока Буксбаума (2)
- Carex caryophyllea — Осока гвоздичная (1)
- Carex flacca — Осока повислая (3)
- Carex glareosa — Осока галечная (1)
- Carex hartmanii — Осока Гартмана (3)
- Carex heleonastes — Осока болотолюбивая (1)
- Carex hostiana — Осока Хоста (2)
- Carex livida — Осока свинцово-зелёная (1)
- Carex mackenziei — Осока Макензи (2)
- Carex paniculata — Осока метельчатая (3)
- Carex pilosa — Осока волосистая (1)
- Carex remota — Осока раздвинутая (1)
- Carex tenuiflora — Осока тонкоцветковая (1)
- Carex tomentosa — Осока войлочная (1)
- Eleocharis parvula — Болотница маленькая (1)
- Schoenus ferrugineus — Схенус ржавый (1)
- Trichophorum cespitosum — Пухонос дернистый (3)
- Drosera intermedia — Росянка промежуточная (3)
- Euphorbia palustris — Молочай болотный (1)
- Astragalus arenarius — Астрагал песчаный (1)
- Astragalus danicus — Астрагал датский (2)
- Astragalus subpolaris — Астрагал приполярный (1)
- Lathyrus laevigatus — Чина гладкая (3)
- Lathyrus linifolius — Чина льнолистная (1)
- Lathyrus pisiformis — Чина гороховидная (1)
- Onobrychis arenaria — Эспарцет песчаный (2)
- Ononis arvensis — Стальник полевой (1)
- Oxytropis pilosa — Остролодочник волосистый (1)
- Oxytropis sordida — Остролодочник грязноватый (1)
- Corydalis intermedia — Хохлатка промежуточная (3)
- Centaurium erythraea — Золототысячник обыкновенный (1)
- Centaurium littorale — Золототысячник приморский (3)
- Centaurium pulchellum — Золототысячник красивый (3)
- Gentiana cruciata — Горечавка крестовидная (2)
- Gladiolus imbricatus — Шпажник черепитчатый (0)
- Iris sibirica — Касатик сибирский (3)
- Juncus squarrosus — Ситник растопыренный (1)
- Juncus stygius — Ситник стигийский (3)
- Luzula campestris — Ожика равнинная (1)
- Dracocephalum ruyschiana — Змееголовник Рюйша (2)
- Scutellaria hastifolia — Шлемник копьелистный (3)
- Teucrium scordium — Дубровник чесночный (1)
- Pinguicula vulgaris — Жирянка обыкновенная (1)
- Colchicum autumnale — Безвременник осенний (3)
- Veratrum lobelianum — Чемерица Лобеля (1)
- Najas major — Наяда большая (1)
- Najas marina — Наяда морская (3)
- Nymphaea alba — Кувшинка белая (1)
- Nymphaea tetragona — Кувшинка четырёхгранная (3)
- Coeloglossum viride — Пололепестник зелёный (2)
- Epipactis atrorubens — Дремлик тёмно-красный (2)
- Gymnadenia densiflora — Кокушник густоцветковый (1)
- Herminium monorchis — Бровник одноклубневый (1)
- Orobanche bartlingii — Заразиха Бартлинга (1)
- Orobanche pallidiflora — Заразиха бледноцветковая (2)
- Brachypodium sylvaticum — Коротконожка лесная (1)
- Festuca altissima — Овсяница высокая (1)
- Helictotrichon pratense — Овсец луговой (3)
- Hierochloe australis — Зубровка южная (1)
- Melica picta — Перловник пестрый (3)
- Sesleria caerulea — Сеслерия голубая (1)
- Trisetum sibiricum — Трищетинник сибирский (3)
- Potamogeton rutilus — Рдест красноватый (1)
- Hottonia palustris — Турча болотная (2)
- Primula farinosa — Первоцвет мучнистый (1)
- Actaea erythrocarpa — Воронец красноплодный (3)
- Anemone sylvestris — Ветреница лесная (1)
- Pulsatilla patens — Прострел раскрытый (3)
- Ranunculus bulbosus — Лютик клубненосный (0)
- Ranunculus subborealis — Лютик почти-северный (3)
- Cotoneaster laxiflorus — Кизильник черноплодный (2)
- Cotoneaster scandinavicus — Кизильник скандинавский (2)
- Filipendula vulgaris — Лабазник обыкновенный (2)
- Potentilla verna — Лапчатка весенняя (2)
- Poterium sanguisorba — Черноголовник кровохлебковый (1)
- Rosa mollis — Роза мягкая (1)
- Rubus humulifolius — Костяника хмелелистная (3)
- Galium harcynicum — Подмаренник герцинский (1)
- Galium intermedium — Подмаренник промежуточный (1)
- Galium pumilum — Подмаренник малорослый (1)
- Ruppia brachypus — Руппия коротконожковая (1)
- Saxifraga hirculus — Камнеломка болотная (2)
- Saxifraga nivalis — Камнеломка снежная (1)
- Saxifraga tridactylites — Камнеломка трёхпалая (1)
- Lathraea squamaria — Петров крест чешуйчатый (3)
- Melampyrum cristatum — Марьянник гребенчатый (1)
- Pedicularis sceptrum-carolinum — Мытник скипетровидный (1)
- Valeriana dioica — Валериана двудомная (1)
- Viola hirta — Фиалка коротковолосистая (1)
- Viola persicifolia — Фиалка персиколистная (2)
- Viola selkirkii — Фиалка Селькирка (3)
- Viola uliginosa — Фиалка топяная (1)

- Riccardia incurvata — Риккардия загнутая (2)
- Riccardia multifida — Риккардия многораздельная (2)
- Moerckia hibernica — Меркия зимующая (2)
- Porella cordaeana — Порелла Корды (1)
- Frullania dilatata — Фруллания расширенная (1)
- Frullania fragilifolia — Фруллания ломколистная (1)
- Frullania oakesiana — Фруллания оукская (1)
- Arnellia fennica — Арнеллия финская (1)
- Gymnomitrion obtusum — Гимномитрион тупой (2)
- Marsupella sparsifolia — Марсупелла расставленнолистная (2)
- Marsupella sphacelata — Марсупелла опалённая (2)
- Calypogeia fissa — Калипогейя растрескавшаяся (2)
- Lejeunea cavifolia — Леженеа пололистная (2)
- Bazzania trilobata — Баццания трёхлопастная (3)
- Chiloscyphus latifolius — Хилосцифус широколистный (1)
- Metzgeria furcata — Мецгерия вильчатая (3)
- Mylia taylorii — Милия Тэйлора (2)
- Anastrophyllum michauxii — Анастрофиллум Мишо (2)
- Diplophyllum albicans — Диплофиллум беловатый (2)
- Heterogemma laxa — Гетерогемма рыхлая (2)
- Scapania apiculata — Скапания заострённая (3)
- Scapania nemorea — Скапания дубравная (2)
- Sphenolobus saxicola — Сфенолобус наскальный (3)
- Tetralophozia setiformis — Тетралофозия щетинковидная (2)
- Cephalozia curvifolia — Цефалозия изогнутолистная (3)
- Cephalozia macounii — Цефалозия Макоуна (1)
- Cephalozia macrostachya — Цефалозия крупноколосковая (1)
- Odontoschisma denudatum — Одонтосхизма оголённая (2)
- Mesoptychia heterocolpos — Мезоптихия разнопобеговая (2)
- Trichocolea tomentella — Трихоколея войлочная (2)
- Myrinia pulvinata — Мириния подушковидная (2)
- Palustriella decipiens — Палюстриелла изменчивая (2)
- Antitrichia curtipendula — Антитрихия повисшая (2)
- Brachythecium campestre — Брахитециум полевой (2)
- Homalothecium sericeum — Гомалотециум шелковистый (2)
- Rhynchostegium riparioides — Ринхостегиум береговой (2)
- Calliergon richardsonii — Каллиергон Ричардсона (2)
- Catoscopium nigritum — Катоскопиум чернеющий (2)
- Aongsroemia longipes — Онгстремия длинноножковая (2)
- Dicranum drummondii — Дикранум Драммонда (2)
- Dicranum fragilifolium — Дикранум ломколистный (2)
- Discelium nudum — Дисцелиум голый (2)
- Saelania glaucescens — Сэлания сизоватая (3)
- Fissidens dubius — Фиссиденс сомнительный (2)
- Fissidens exilis — Фиссиденс тонкий (2)
- Fissidens fontanus — Фиссиденс ключевой (2)
- Fissidens gracilifolius — Фиссиденс изящнолистный (2)
- Dichelyma capillaceum — Дихелима волосовидная (1)
- Physcomitriella patens — Фискомитрелла отклонённая (3)
- Grimmia elatior — Гриммия высокая (2)
- Grimmia hartmanii — Гриммия Гартмана (2)
- Grimmia ramondii — Гриммия Рамонда (1)
- Grimmia torquata — Гриммия скрученная (2)
- Racomitrium lanuginosum — Ракомитриум шерстистый (2)
- Leucobryum glaucum — Левкобриум сизый (2)
- Meesia longiseta — Меезия длинноножковая (1)
- Meesia uliginosa — Меезия топяная (1)
- Plagiomnium drummondii — Плагиомниум Драммонда (1)
- Mnium hornum — Мниум годовалый (3)
- Amphidium lapponicum — Амфидиум лапландский (2)
- Ulota intermedia — Улота промежуточная (3)
- Pylaisia selwynii — Пилезия Сельвина (3)
- Myurella julacea — Миурелла сережчатая (2)
- Plagiothecium piliferum — Плагиотециум волосконосный (2)
- Plagiothecium undulatum — Плагиотециум волнистый (2)
- Plagiothecium latebricola — Плагиотециум скрытный (3)
- Pseudotaxiphyllum elegans — Псевдотаксифиллюм изящный (2)
- Atrichum flavisetum — Атрихум желтоножковый (2)
- Polytrichastrum alpinum — Политрихаструм альпийский (1)
- Weissia controversa — Вайссия спорная (1)
- Seligeria campylopoda — Зелигерия согнутоножковая (2)
- Sphagnum aongstroemii — Сфагнум Онгстрема (2)
- Sphagnum auriculatum — Сфагнум ушковидный (2)
- Sphagnum palustre — Сфагнум болотный (2)
- Sphagnum pulchrum — Сфагнум красивый (2)
- Sphagnum quinquefarium — Сфагнум пятирядный (2)
- Sphagnum subnitens — Сфагнум слегка блестящий (2)
- Heterocladium dimorphum — Гетерокладиум диморфный (2)
- Pelekium minutulum — Пелекиум маленький (1)
- Thuidium delicatulum — Туидиум нежный (2)
- Thuidium tamariscinum — Туидиум тамариксовый (1)

- Dolichospermum curvum — Долихоспермум изогнутый (3)
- Dolichospermum ellipsoides — Долихоспермум эллипсоидный (3)
- Dolichospermum mucosum — Долихоспермум слизистый (3)
- Nodularia crassa — Нодулария толстая (3)
- Fortiea striatula — Фортия исчерченная (3)
- Anabaena sedovii — Анабена Седова (3)
- Nostoc pruniforme — Носток сливовидный (3)
- Stigonema mirabile — Стигонема необыкновенная (3)
- Planktothrix rubescens — Планктотрикс красноватый (3)
- Chamaecalyx swirenkoi — Хамекаликс Свиренко (3)
- Hyella maxima — Гиелла крупнейшая (3)
- Clastidium setigerum — Кластидиум щетинконосный (3)
- Snowella fennica — Сноуелла финская (3)
- Woronchinia karelica — Воронихиния карельская (3)
- Microcrocis sabulicola — Микрокроцис песчаный (3)
- Cyanodictyon reticulatum — Цианодиктион сетчатый (1)
- Achnanthidium daonense — Ахнантидиум даонский (3)
- Acanthoceras zachariasii — Акантоцерас Захариаса (2)
- Ellerbeckia arenaria — Эллербекия песчаная (0)
- Gomphoneis clevei — Гомфонеис Клеве (1)
- Diatoma hiemalis — Диатома зимняя (3)
- Diatoma mesodon — Диатома среднезубчатая (3)
- Hannaea arcus — Ханнеа аркообразная (0)
- Fragilaria magocsyi — Фрагилярия Магочи (3)
- Brachysira serians — Брахизира серийная (0)
- Neidium binode — Нейдиум двуузелковый (3)
- Pinnularia streptoraphe — Пиннулярия завитошовная (1)
- Fistulifera pelliculosa — Фистулифера оболочная (3)
- Dinobryon asymmetricum — Динобрион несимметричный (3)
- Pseudokephyrion schilleri — Псевдокефирион Шиллера (3)
- Pseudokephyrion tatricum — Псевдокефирион татринский (3)
- Chrysosphaerella coronacircumspina var. grandibasa — Хризосферелла шиповатокорончатая крупноосновная (3)
- Hydrurus foetidus — Гидрурус зловонный (1)
- Elachista fucicola — Элахиста фукусовая (1)
- Dictyosiphon foeniculaceus — Диктиосифон укроповидный (1)
- Stictyosiphon tortilis — Стиктиосифон скрученный (3)
- Fucus vesiculosus — Фукус пузырчатый (1)
- Chorda filum — Хорда нитевидная (1)
- Ralfsia verrucosa — Ральфсия бородавчатая (0)
- Pseudolithoderma subextensum — Псевдолитодерма слегка растянутая (1)
- Mallomonas canina — Малломонас собачий (3)
- Mallomonas intermedia — Малломонас промежуточный (3)
- Mallomonas multiunca — Малломонас многокрючковый покосинский (3)
- Tribonema fonticola — Трибонема родниковая (3)
- Vaucheria aversa — Вошерия отвернутая (3)
- Vaucheria schleicheri — Вошерия Шлейхера (3)
- Chaetophora elegans — Хетофора изящная (3)
- Stephanosphaera pluvialis — Стефаносфера дождевая (1)
- Cladophora pachyderma — Кладофора слоновокожая (3)
- Aegagropila linnaei — Эгагропила Линнея (3)
- Chara braunii — Хара Брауна (2)
- Chara canescens — Хара седеющая (3)
- Chara rudis — Хара грубая (3)
- Chara tomentosa — Хара войлочная (3)
- Nitella syncarpa — Нителла сростноплодная (3)
- Tolypella nidifica — Толипелла гнездовидная (3)
- Nitellopsis obtusa — Нителлопсис притупленный (3)
- Closterium nordstedtii — Клостериум Нордстедта (3)
- Cosmarium isthmium — Космариум перешеечный (3)
- Cosmarium praegrande — Космариум крупнейший (3)
- Cosmarium schroderi — Космариум Шродера (3)
- Micrasterias jenneri — Микрастериас Дженнера (3)
- Micrasterias mahabuleshwarensis — Микрастериас магабулешварский (3)
- Pleurotaenium baculoides — Плевротениум палковидный (3)
- Staurodesmus tumidus — Стауродесмус пухлый (3)
- Triploceras gracile — Триплоцерас грациозный (3)
- Xanthidium fasciculatum — Ксантидиум пучковатый (3)
- Genicularia elegans — Геникулярия элегантная (3)
- Genicularia spirotaenia — Геникулярия спиротениевая (3)
- Spirotaenia turfosa — Спиротения торфяная (3)
- Spirogyra mirabilis — Спирогира удивительная (3)
- Spirogyra subcrassa — Спирогира толстоватая (3)
- Spirogyra ternata — Спирогира тройчатая (3)
- Mougeotia varians — Мужоция изменяющаяся (3)
- Bangia fuscopurpurea — Бангия буровато-пурпурная (3)
- Audouinella pygmaea — Аудоинелла карликовая (3)
- Batrachospermum gelatinosum — Батрахоспермум слизистый (3)
- Furcellaria lumbricalis — Фурцеллярия червеобразная (3)
- Hildenbrandia rubra — Гильденбрандия красная (2)

- Inoderma byssaceum — Инодерма ватообразная (1)
- Arthonia cinereopruinosa — Артония пепельно-присыпанная (1)
- Arthonia incarnata — Артония мясо-красная (1)
- Arthonia spadicea — Артония каштановая (3)
- Arthonia vinosa — Артония винная (3)
- Felipes leucopellaeus — Фелипес беловатый (3)
- Lecanactis abietina — Леканактис пихтовый (1)
- Psoronactis dilleniana — Псоронактис Диллена (1)
- Schismatomma pericleum — Шизматомма пихтовая (1)
- Alectoria sarmentosa — Алектория усатая (2)
- Arctoparmelia incurva — Арктопармелия извилистая (3)
- Brodoa intestiniformis — Бродоа кишковидная (1)
- Cetrelia olivetorum — Цетрелия оливковая (1)
- Cetraria odontella — Цетрария зубчиковая (2)
- Cetrariella commixta — Цетрариелла смешанная (1)
- Cetrariella delisei — Цетрариелла Делиса (1)
- Evernia divaricata — Эверния растопыренная (2)
- Flavocetraria nivalis — Флавоцетрария снежная (0)
- Melanelia hepatizon — Меланелия печеночная (3)
- Melanelia stygia — Меланелия мрачная (3)
- Melanelixia subargentifera — Меланеликсия почти сереброносная (1)
- Xanthoparmelia loxodes — Ксантопармелия косая (3)
- Xanthoparmelia pulla — Ксантопармелия тёмно-бурая (3)
- Parmelia fraudans — Пармелия обманная (3)
- Pleurosticta acetabulum — Плевростикта блюдчатая (1)
- Vulpicida juniperinus — Вульпицида можжевельниковая (1)
- Bacidia fraxinea — Бацидия ясеневая (3)
- Bacidia incompta — Бацидия лохматая (1)
- Bacidia polychroa — Бацидия многоцветная (1)
- Ramalina baltica — Рамалина балтийская (3)
- Ramalina fastigiata — Рамалина равновысокая (1)
- Ramalina thrausta — Рамалина ниточная (1)
- Sphaerophorus fragilis — Сферофорус ломкий (1)
- Carbonicola anthracophila — Карбоникола углелюбивая (3)
- Carbonicola myrmecina — Карбоникола муравьиная (3)
- Cladonia macrophylla — Кладония крупнолистная (3)
- Cladonia scabriuscula — Кладония шероховатая (1)
- Cladonia strepsilis — Кладония скручивающаяся (1)
- Pycnothelia papillaria — Пикнотелия сосочковидная (1)
- Lopadium disciforme — Лопадиум дисковидный (2)
- Collema flaccidum — Коллема вялая (3)
- Collema nigrescens — Коллема чернеющая (3)
- Leptogium cyanescens — Лептогиум синеватый (1)
- Rostania occultata — Ростания скрытая (3)
- Scytinium lichenoides — Скитиниум лишайниковидный (1)
- Scytinium subtile — Скитиниум тонкий (3)
- Lobaria scrobiculata — Лобария ямчатая (1)
- Nephroma arcticum — Нефрома арктическая (1)
- Nephroma bellum — Нефрома красивая (3)
- Nephroma resupinatum — Нефрома перевернутая (2)
- Parmeliella triptophylla — Пармелиелла трёхлистная (2)
- Protopannaria pezizoides — Протопаннария пецицевидная (1)
- Peltigera collina — Пельтигера холмовая (1)
- Peltigera lepidophora — Пельтигера чешуеносная (1)
- Peltigera membranacea — Пельтигера перепончатая (1)
- Peltigera scabrosa — Пельтигера шероховатая (1)
- Peltigera venosa — Пельтигера жилковатая (1)
- Lasallia pustulata — Ласаллия пупырчатая (3)
- Umbilicaria hirsuta — Умбиликария жестковолосистая (1)
- Umbilicaria hyperborea — Умбиликария северная (3)
- Umbilicaria polyrrhiza — Умбиликария многокорешковая (1)
- Umbilicaria proboscidea — Умбиликария хоботковая (1)
- Buellia arnoldii — Буэллия Арнольда (1)
- Acolium inquinans — Аколиум пачкающий (1)
- Acolium karelicum — Аколиум карельский (1)
- Calicium adspersum — Калициум усыпанный (1)
- Calicium denigratum — Калициум почерневший (3)
- Calicium tigillare — Калициум брусочный (1)
- Heterodermia speciosa — Гетеродермия красивая (1)
- Phaeophyscia endophoenicea — Феофисция внутри пурпурная (3)
- Chaenotheca cinerea — Хенотека сизая (1)
- Chaenotheca gracilenta — Хенотека тонкая (2)
- Chaenotheca gracillima — Хенотека стройная (1)
- Chaenotheca laevigata — Хенотека сглаженная (1)
- Chaenotheca phaeocephala — Хенотека буроголовая (1)
- Chaenotheca sphaerocephala — Хенотека круглоголовая (1)
- Chaenotheca subroscida — Хенотека светлозернистая (2)
- Sclerophora coniophaea — Склерофора темноконусная (1)
- Sclerophora pallida — Склерофора бледная (2)
- Acrocordia cavata — Акрокордия выдолбленная (3)
- Acrocordia gemmata — Акрокордия почечная (1)
- Chaenothecopsis viridialba — Хенотекопсис зеленовато-белый (1)
- Coenogonium luteum — Ценогониум жёлтый (1)
- Gyalideopsis alnicola — Гиалидеопсис ольховый (1)
- Thelotrema lepadinum — Телотрема чешуйчатая (1)
- Phlyctis agelaea — Фликтис гладкий (3)
- Megaspora verrucosa — Мегаспора бородавчатая (3)
- Pertusaria coccodes — Пертузария краснеющая (3)
- Pertusaria coronata — Пертузария увенчанная (1)
- Pertusaria flavida — Пертузария желтоватая (1)
- Pertusaria pertusa — Пертузария продырявленная (1)
- Arctomia delicatula — Арктомия нежная (1)
- Microcalicium ahlneri — Микрокалициум Альнера (2)
- Biatoridium monasteriense — Биаторидиум монастырский (1)

- Bulgaria inquinans — Булгария пачкающая (2)
- Ionomidotis irregularis — Иономидотис неправильный (2)
- Pseudorhizina sphaerospora — Строчовик круглоспоровый (3)
- Ascocoryne turficola — Аскокорине торфяная (2)
- Incrucipulum sulphurellum — Инкруципулюм сернисто-жёлтый (2)
- Microglossum viride — Микроглоссум зелёный (3)
- Obscurodiscus myricae — Обскуродискус восковниковый (2)
- Holwaya mucida — Холвея слизистая (3)
- Leucoglossum leucosporum — Лейкоглоссум белоспоровый (2)
- Otidea tuomikoskii — Отидея Туомикоски (2)
- Microstoma protractum — Микростома вытянутая (2)
- Pseudoplectania episphagnum — Псевдоплектания сфагнолюбивая (3)
- Urnula craterium — Урнула бокаловидная (3)
- Urnula hiemalis — Урнула зимняя (2)
- Pseudographis pinicola — Псевдографис сосновый (2)
- Cystolepiota adulterina — Цистолепиота переменчивая (3)
- Lepiota castanea — Лепиота каштановая (3)
- Lepiota grangei — Лепиота грейнджская (3)
- Lepiota tomentella — Лепиота войлочковая (3)
- Lycoperdon ericaeum — Дождевик вересковый (1)
- Limacella glioderma — Лимацелла клейкая (3)
- Limacella guttata — Лимацелла сочащаяся (3)
- Limacella illinita — Лимацелла масляная (3)
- Cortinarius elegantior — Паутинник элегантнейший (3)
- Phaeocollybia jennyae — Феоколлибия Дженни (3)
- Phaeocollybia lugubris — Феоколлибия траурная (3)
- Entoloma chalybeum — Энтолома стальная (3)
- Entoloma euchroum — Энтолома яркоокрашенная (3)
- Entoloma incanum — Энтолома седая (3)
- Entoloma nitidum — Энтолома блестящая (3)
- Entoloma strigosissimum — Энтолома щетинистая (3)
- Entoloma tjallingiorum — Энтолома Тьяллингии (3)
- Camarophyllopsis atropuncta — Камарофиллопсис темноточечный (3)
- Camarophyllopsis micacea — Камарофиллопсис мерцающий (3)
- Cuphophyllus lacmus — Куфофилл лакмус (3)
- Hygrocybe calciphila — Гигроцибе кальцефильная (3)
- Hygrocybe cantharellus — Гигроцибе лисичковая (3)
- Hygrocybe constrictospora — Гигроцибе перетянутоспоровая (3)
- Hygrocybe nitrata — Гигроцибе щелочная (3)
- Hygrocybe phaeococcinea — Гигроцибе тёмно-алая (3)
- Hygrocybe punicea — Гигроцибе пунцовая (3)
- Hygrocybe subminutula — Гигроцибе мелковатая (3)
- Hygrophorus erubescens — Гигрофор краснеющий (3)
- Hygrophorus hyacinthinus — Гигрофор гиацинтовый (3)
- Inocybe appendiculata — Волоконница придатковая (3)
- Inocybe cervicolor — Волоконница красно-буроокрашенная (3)
- Inocybe terrigena — Волоконница земляная (3)
- Mycena cyanorrhiza — Мицена синеножковая (3)
- Mycena pelianthina — Мицена багрово-чёрная (3)
- Mycena renati — Мицена Рене (3)
- Rhodotus palmatus — Родот дланевидный (3)
- Pluteus umbrosus — Плютей тенистый (3)
- Gymnopilus fulgens — Гимнопил сверкающий (3)
- Hemistropharia albocrenulata — Чешуйчатка белогородчатая (3)
- Stropharia albonitens — Строфария блестяще-белая (3)
- Leucocortinarius bulbiger — Белопаутинник клубненосный (3)
- Ripartites tricholoma — Рипартитес рядовковый (3)
- Tricholoma matsutake — Мацутакэ (3)
- Boletus erythropus — Дубовик крапчатый (3)
- Buchwaldoboletus lignicola — Бухвальдоболет древесинный (3)
- Leccinum pseudoscabrum — Грабовик (3)
- Gyroporus cyanescens — Гиропор синеющий (3)
- Geastrum pectinatum — Звездовик гребенчатый (3)
- Geastrum quadrifidum — Звездовик четырёхлопастный (1)
- Hydnocristella himantia — Гиднокристелла кожистоязыковая (3)
- Sidera lenis — Сидера нежная (3)
- Chaetoporellus latitans — Хетопореллус скрывающийся (1)
- Cystostereum murrayi — Цистостереум Мюррея (3)
- Anomoloma albolutescens — Аномолома бело-желтоватая (1)
- Anomoporia bombycina — Аномопория шелковистая (2)
- Antrodia albobrunnea — Антродия бело-бурая (1)
- Antrodia crassa — Антродия толстая (1)
- Antrodia mappa — Антродия картообразная (1)
- Antrodia mellita — Антродия медовая (3)
- Antrodia piceata — Антродия смолистая (3)
- Antrodia pulvinascens — Антродия подушковидная (3)
- Postia undosa — Постия волнистая (3)
- Pycnoporellus alboluteus — Пикнопореллус бело-жёлтый (3)
- Rigidoporus crocatus — Ригидопорус шафранно-жёлтый (3)
- Abortiporus biennis — Абортипорус двулетний (3)
- Radulodon erikssonii — Радулодон Эрикссона (3)
- Phanerochaete jose-ferreirae — Фанерохете Хосе-Феррейры (3)
- Aurantiporus fissilis — Аурантипорус расщепляющийся (3)
- Aurantiporus priscus — Аурантипорус первобытный (1)
- Datronia stereoides — Датрония стереоидная (1)
- Dichomitus campestris — Дихомитус полевой (3)
- Diplomitoporus crustulinus — Дипломитопорус корочконосный (3)
- Haploporus odorus — Гаплопорус пахучий (3)
- Lentinus suavissimus — Пилолистник приятнейший (3)
- Perenniporia medulla-panis — Переннипория хлебная (3)
- Perenniporia tenuis — Переннипория тонкая (3)
- Polyporus pseudobetulinus — Полипорус ложноберёзовый (3)
- Skeletocutis stellae — Скелетокутис звездчатый (3)
- Spongipellis spumeus — Спонгипеллис пенообразный (3)
- Antrodiella foliaceodentata — Антродиелла листовато-зубчатая (3)
- Antrodiella niemelaei — Антродиелла Ниемели (1)
- Junghuhnia collabens — Юнгхуния сминающаяся (3)
- Junghuhnia pseudozilingiana — Юнгхуния ложнозилингова (3)
- Dentipellis fragilis — Дентипеллис ломкий (3)
- Lactarius lignyotus — Млечник закопчённый (3)
- Lactarius volemus — Молочай (3)
- Russula aurea — Сыроежка золотистая (3)
- Russula drimeia — Сыроежка пикантная (3)
- Russula farinipes — Сыроежка мучнистая (3)
- Russula laurocerasi — Сыроежка лавровишневая (3)
- Russula mustelina — Сыроежка гладкокожая (3)
- Xylobolus frustulatus — Ксилоболюс панцирный (3)
- Protodontia piceicola — Протодонция еловая (3)
- Cribraria purpurea — Крибрария пурпурная (3)
- Lindbladia tubulina — Линдбладия трубчатая (3)
- Reticularia jurana — Ретикулярия юранская (3)
- Diderma floriforme — Дидерма цветковидная (3)
- Diderma niveum — Дидерма снежная (3)
- Didymium serpula — Дидимиум ползучий (3)
- Lepidoderma carestianum — Лепидодерма Карестиа (3)
- Lepidoderma tigrinum — Лепидодерма тигроподобная (3)
- Lepidoderma trevelyanii — Лепидодерма Тревелиана (3)
- Physarum auriscalpium — Физарум золоточешуйчатый (3)
- Physarum flavidum — Физарум желтоватый (3)
- Brefeldia maxima — Брефельдия гигантская (3)
- Colloderma oculatum — Коллодерма глазчатая (3)
- Comatricha longa — Коматриха длинная (3)
- Diachea splendens — Диахеа великолепная (3)
- Stemonitis splendens — Стемонитис великолепный (3)
- Hemitrichia serpula — Хемитрихия ползучая (3)
- Metatrichia floriformis — Метатрихия цветковидная (3)

### Животные
- Margaritifera margaritifera — Жемчужница жемчугоносная (1)
- Unio crassus — Крассиана толстая (3)
- Contectiana ladogensis — Контектиана ладожская (4)
- Radix mucronata — Прудовик заострённый (3)
- Anisus strauchianus — Анизус Штрауха (4)
- Planorbis carinatus — Катушка килеватая (3)
- Vertilla angustior — Вертилла узковатая (3)
- Merdigera obscura — Мердигера тёмная (2)
- Macrogastra plicatula — Макрогастра складчатая (3)
- Ruthenica filograna — Рутеника филигранная (3)
- Cepaea hortensis — Цепея садовая (3)

- Limnocalanus macrurus — Калянус озерный (3)
- Eurytemora affinis — Евритемора родственная (3)
- Graeteriellaunis etigera — Циклоп Граетера (3)
- Gammarus lacustris — Бокоплав кузнечик (2)
- Pallasiola quadrispinosa — Бокоплав Палласа (3)
- Monoporeia affinis — Монопорея родственная (3)
- Misis relicta — Мизида реликтовая (3)
- Astacus astacus — Широкопалый рак (3)

- Araneus alsine — Крестовик зябкий (3)
- Araneus angulatus — Крестовик угловатый (3)
- Araneus saevus — Крестовик свирепый (4)
- Gibbaranea ullrichi — Крестовик Ульриха (4)
- Nuctenea silvicultrix — Крестовик лесной (4)
- Clubiona norvegica — Клубиона норвежская (4)
- Gnaphosa lugubris — Гнафоза траурная (3)
- Alopecosa fabrilis — Алопекоза узорчатая (3)
- Alopecosa inquilina — Алопекоза-гость (4)
- Alopecosa pinetorum — Алопекоза сосновая (3)
- Dolomedes plantarius — Паук-охотник заботливый (3)
- Micrommata virescens — Мамаша зеленая (4)

- Dasyhelea lugensis — Дазихелея лужская (4)
- Diamesa permacra — Диамеза тощая (3)
- Chionea lutescens — Хионея желтая (3)
- Chionea araneoides — Хионея паукообразная (4)
- Erioptera beckeri — Эриоптера Беккера (4)
- Leia longiseta — Лейя длиннощетинковая (3)
- Mycomya branderi — Микомия Брандера (3)
- Pachyneura fasciata — Пахинеура перевязанная (4)
- Thaumalea testacea — Таумалея черепаховая (3)
- Tipula benesignata — Долгоножка выразительная (3)
- Tipula obscuriventris — Долгоножка темнобрюхая (3)
- Andrenosoma albibarbe — Андреновидка белобородая (3)
- Andrenosoma atrum — Андреновидка чёрная (3)
- Asilus crabroniformis — Ктырь шершневидный (3)
- Choerades fuliginosa — Ктырь бурый (3)
- Cyrtopogon luteicornis — Ктырь желторогий (4)
- Leptarthrus brevirostris — Ктырь коротконосый (3)
- Atherix ibis — Атерикс ибис (3)
- Bombylius minor — Жужжало малое (3)
- Villa occulta — Лохматка-привидение (3)
- Coenomyia ferruginea — Ценомия ржавая (3)
- Telmaturgus tumidulus — Тельматургус (4)
- Liancalus virens — Лианкалюс зеленоватый (3)
- Oxycera dives — Оксицера дорогая (3)
- Oxycera pardalina — Оксицера леопардовая (3)
- Psilocephala inberbis — Псилоцефала безбородная (3)
- Thereva lanata — Терева шерстистая (3)
- Xylomya czekanovskii — Осовидка Чекановского (3)
- Xylomya maculata — Осовидка пятнистая (3)
- Xylophagus ater — Ксилофагус черный (3)
- Xylophagus junki — Ксилофагус юнка (4)
- Rhodesiella plumiger — Родезиелла опушенная (3)
- Colliniella meijerei — Коллиниелла де Мейера (2)
- Conops strigatus — Большеголовка тощая (3)
- Dalmannia punctata — Далмания пунктированная (4)
- Myopa dorsalis — Миопа горбатая (3)
- Myopa occulta — Миопа скрытная (3)
- Rivellia syngenesiae — Ривеллия сингенезия (3)
- Acanthocnema glaucescens — Акантокнема сизоватая (3)
- Cheilosia ingrica — Хейлозия ингрийская (4)
- Criorhina ranunculi — Криорина лютиковая (3)
- Doros profuges — Дорос сетчатый (3)
- Hammerschmidtia ingrica — Хаммершмидтия ингрийская (3)
- Rhingia rostrata — Рингия носатая (3)
- Sphegina elegans — Сфегина элегантная (3)
- Spilomyia maxima — Спиломия гигантская (3)
- Urophora (Eurasimona) — Урофора пятнистая (3)
- Narraga fasciolaria — Пяденица полосатая (2)
- Aspitates gilvaria — Пяденица безпятнистая жёлтая (3)
- AIcis jubata — Пяденица дымчатая (3)
- Scopula decorata — Пяденица малая прекрасная (2)
- Cyclophora annularia — Пяденица кольчатая кленовая (2)
- Euphyia biangulata — Пяденица двухугловатая (2)
- Earophila badiata — Пяденица розанная (3)
- Dysstroma infuscata — Пяденица тёмная (3)
- Malacodea regelaria — Пяденица прогалинная (3)
- Baptria tibiale — Пяденица траурная (2)
- Horisme vitalbata — Пяденица струйчатая ломоносовая (2)
- Eupithecia venosata — Пяденица цветочная сетчатая (3)
- Eupithecia groenblomi — Пяденица цветочная Гренблома (3)
- Eupithecia immundata — Пяденица цветочная грязно-бурая (3)
- Acasis appensata — Пяденица лопастная зеленовато-серая (3)
- Gastropacha populifolia — Тополеволистный коконопряд (3)
- Saturnia pavonia — Малый ночной павлиний глаз (3)
- Lemonia dumi — Лемония терновниковая (2)
- Laothoe amurensis — Бражник амурский (3)
- Smerinthus caecus — Бражник слепой (3)
- Hemaris fuciformis — Шмелевидка жимолостная (3)
- Hemaris tityus — Шмелевидка скабиозовая (3)
- Pygaera timon — Кисточница нелюдимая (2)
- Thumatha senex — Лишайница поздняя (2)
- Spiris striata — Медведица жёлтая полосатая (1)
- Hyphoraia aulica — Медведица придворная (2)
- Phytometra viridaria — Усатка красно-зеленая (3)
- Catocala promissa — Малая красная орденская лента (1)
- Catocala sponsa — Малиновая орденская лента (0)
- Catocala fraxini — Голубая орденская лента (3)
- Syngrapha microgamma — Металловидка микрогамма (3)
- Cucullia gnaphalii — Золотарниковая капюшонница (1)
- Trichosea ludifica — Рябиновая совка (0)
- Acronicta strigosa — Малая стрельчатка (3)
- Craniophora ligustri — Бирючинная совка (0)
- Rhizedra lutosa — Большая тростниковая совка (3)
- Phragmatiphila nexa — Малая рогозовая совка (3)
- Longalatedes elymi — Желтоватая колосняковая совка (3)
- Lateroligia ophiogramma — Буровато-серая злаковая совка (3)
- Litoligia literosa — Красноватая колосняковая совка (2)
- Hillia iris — Совка ирис (0)
- Cosmia affinis — Темно-бурая вязовая совка (0)
- Lithophane lamda — Болотная коровая совка (3)
- Dasypolia templi — Зонтичная совка (3)
- Anarta myrtilli — Пестрая вересковая совка (3)
- Papestra biren — Сизая совка (2)
- Senta flammea — Узкокрылая совка (2)
- Actebia praecox — Зеленая земляная совка (3)
- Actebia fennica — Финская совка (2)
- Xestia sincera — Еловая земляная совка (1)
- Xestia speciosa — Зеленовато-серая земляная совка (2)
- Papilio machaon — Махаон (3)
- Parnassius apollo — Аполлон (1)
- Parnassius mnemosyne — Мнемозина (2)
- Quercusia quercus — Зефир дубовый (3)
- Lycaena helle — Червонец Гелла (3)
- Everes alcetas — Голубянка алкет (3)
- Pseudophilotes vicrama — Голубянка викрама (4)
- Maculinea alcon — Пятнашка алкон (3)
- Maculinea arion — Пятнашка арион (3)
- Agrodiaetus damon — Голубянка Дамон (3)
- Limenitis Camilla — Ленточник Камилла (3)
- Melitaea phoebe — Шашечница Феба (3)
- Clossiana freija — Клоссиана Фрейа (1)
- Clossiana frigga — Клоссиана Фригга (2)
- Pararge achine — Крупноглазка (2)
- Lasiommata petropolitana — Буроглазка малая (2)
- Coenonympha pamphilus — Сенница Памфил (2)
- Oeneis jutta — Энеис Ютта (2)
- Cloeon petropolitanum — Клоеон петербургский (1)
- Metreplecton macronyx — Метреплектон (3)
- Heptagenia orbiticola — Гептагения округлая (3)
- Conocephalus dorsalis — Мечник короткокрылый (3)
- Conocephalus fuscus — Мечник обыкновенный (3)
- Phaneroptera falcata — Пластинокрыл обыкновенный (3)
- Barbitistes constrictus — Пилохвост сосновый (4)
- Pholidoptera griseoaptera — Кустолюбка пепельная (4)
- Montana montana — Скачок степной (0)
- Podisma pedestris — Кобылка бескрылая (3)
- Bryodemella tuberculata — Трещотка ширококрылая (3)
- Oedipoda caerulescens — Кобылка голубокрылая (3)
- Psophus stridulus — Кобылка трескучая (3)
- Sphingonotus caerulans — Пустынница голубокрылая (3)
- Chorthippus brunneus brevis — Конек обыкновенный короткий (3)
- Calopteryx splendens — Красотка блестящая (2)
- Nehalennia speciosa — Нехаленния красивая (3)
- Coenagrion armatum — Стрелка вооруженная (2)
- Ischnura elegans — Стрелка элегантная (3)
- Ophiogomphius cecilia — Дедка рогатый (3)
- Aeschna subarctica elizabethae — Коромысло арктическое (2)
- Aeschna viridis — Коромысло зеленое (3)
- Cordulegaster boltonii — Булавобрюх кольчатый (3)
- Epitheca bimaculata — Бабка двупятнистая (3)
- Isoperla difformis — Веснянка разновидная (3)
- Isoptena serricornis — Изоптена пилоусая (3)
- Leuctra digitata — Леуктра раздвоенная (4)
- Cicadetta montana — Цикада горная (2)
- Glaenocorisa propinqua — Гленокориса сходная (3)
- Sigara hellensi — Сигара Хелленса (3)
- Micronecta minutissima — Микронекта мельчайшая (3)
- Micronecta poweri — Микронекта Пауэра (3)
- Gerris sphagnetorum — Водомерка сфагнумовая (3)
- Stethoconus cyrtopeltis — Стетоконус кривощитковый (4)
- Bothynotus pilosus — Ботинотус опушенный (4)
- Actinocoris signatus — Актинокорис отмеченный (3)
- Cremnocephalus albolineatus — Кремноцефалус белолинейчатый (3)
- Aradus signaticornis — Арадус контрастноусый (3)
- Aradus erosus — Арадус резной (4)
- Aradus truncatus — Арадус усечённый (4)
- Scolopostethus grandis — Сколопостетус большой (3)
- Elatophilus nigrellus — Элатофилус чёрный (3)
- Rhyparochromus phoeniceus — Рипарохромус пурпурный (3)
- Phimodera lapponica — Фимодера лапландская (3)
- Osmylus fulvicephalus — Осмил желтоголовый (0)
- Sisyra nigra — Сизира темная (3)
- Cunctochrysa albolineata — Златоглазка медлительная белополосая (3)
- Drepanepteryx phalaenoides — Серпокрыл обыкновенный (3)
- Psectra diptera — Псектра двукрылая (2)
- Myrmeleon formicarius — Муравьиный лев (3)
- Sialis sordida — Вислокрылка траурная (3)
- Boreus westwoodi — Бореус Вествуда (3)
- Philopotamus montanus — Потоколюб горный (0)
- Wormaldia subnigra — Потоколюб черноватый (0)
- Plectrocnemia conjuncta — Плектрокнемия слитная (3)
- Agapetus ochripes — Агапет рыжеватый (3)
- Glossosoma boltoni — Глоссосома Болтона (2)
- Semblis phalaenoides — Ручейник бабочковидный (3)
- Chilostigma sieboldi — Ручейник зимний (0)
- Apatania vepsica — Апатания вепская (2)
- Micrasema setiferum — Микразема черная (1)
- Lasiocephala basalis — Чешуерот европейский (3)
- Erotesis baltica — Тонкоус балтийский (0)
- Trachypachus zetterstedtii — Трахипахус Зеттерштедта (3)
- Bembidion nigricorne — Бембидион темноусый (4)
- Bembidion monticola — Бембидион горный (3)
- Calosoma auropunctatum — Красотел золотисто-точечный (3)
- Carabus clathratus — Жужелица золотисто-ямчатая (2)
- Carabus coriaceus — Жужелица-прокруст (1)
- Carabus menetriesi — Жужелица Менетри (2)
- Carabus nitens — Жужелица блестящая (3)
- Carabus violaceus — Жужелица фиолетовая (3)
- Chlaenius costulatus — Слизнеед ребристый (3)
- Chlaenius sulcicollis — Слизнеед морщинистый (1)
- Chlaenius quadrisulcatus — Слизнеед четырёхбороздчатый (3)
- Cicindela maritima — Скакун прибрежный (2)
- Cicindela sylvatica — Скакун лесной (3)
- Cymindis macularis — Циминдис пятнистый (3)
- Lebia cyanocephala — Лебия синеголовая (3)
- Leistus piceus — Леистус смоляно-чёрный (3)
- Omophron limbatus — Омофрон обыкновенный (3)
- Platynus krynickii — Быстряк Криницкого (3)
- Sericoda bogemannii — Быстряк Богеманна (1)
- Sericoda quadripunctata — Быстряк четырехточечный (4)
- Dytiscus latissimus — Плавунец широкий (3)
- Rhantus bistriatus — Ильник двуполосый (4)
- Hydrophilus piceus — Водолюб большой черный (3)
- Acritus minutus — Карапузик-крошка (3)
- Hister bissexstriatus — Карапузик заштрихованый (3)
- Hololepta plana — Карапузик-плоскушка осиновый (3)
- Saprinus immundus — Саприн неопрятный (4)
- Platycerus caraboides — Рогачик жужелицевидный (3)
- Sinodendron cylindricum — Рогачик однорогий (3)
- Aphodius bimaculatus — Афодиус двупятнистый (4)
- Liocola marmorata — Бронзовка мраморная (3)
- Osmoderma eremita — Восковик-отшельник (2)
- Peltis grossa — Щитовидка гигантская (4)
- Ampedus erythrogonus — Щелкун рыжеющий (3)
- Buprestis octoguttata — Златка восьмипятнистая (3)
- Dicerca moesta — Златка бронзовая (3)
- Boros schneideri — Борос Шнейдера (3)
- Ditylus laevis — Узконадкрыл гладкий (2)
- Melandrya dubia — Тенелюб чёрный (3)
- Orchesia fasciata — Орхезия перевязанная (4)
- Phryganophilus ruficollis — Тенелюб рыжеусый (2)
- Meloe brevicollis — Майка короткоусая (1)
- Aromia moschata — Усач мускусный (3)
- Leptura pubescens — Лептура бородатая (3)
- Leptura thoracica — Лептура красногрудая (2)
- Necydalis major — Неполнокрыл большой (3)
- Prionus coriarius — Дровосек-кожевник (2)
- Stenocorus meridianus — Стенокорус меридиональный (4)
- Strangalia attenuata — Странгалия незатейливая (4)
- Tragosoma depsarium — Дровосек косматогрудый (4)
- Cryptocephalus pini — Скрытоглав сосновый (3)
- Cryptocephalus cruciger — Скрытоглав крестоносный (3)
- Plateumaris weisei — Радужница Вайзе (3)
- Donacia fennica — Радужница финская (4)
- Donacia tomentosa — Радужница шерстистая (4)
- Oreina caerulea — Ореина морщинистая (3)
- Cassida hemisphaerica — Щитоноска полушаровидная (3)
- Cassida margaritacea — Щитоноска жемчужная (3)
- Otiorhynchus krattereri — Скосарь морщинистый (1)

- Petromyzon marinus — Морская минога (3)
- Acipenser sturio — Атлантический осетр и/или Acipenser oxyrinchus — Американский осетр (0)
- Alosa fallax — Атлантическая финта (3)
- Abramis sapa — Белоглазка (3)
- Aspius aspius — Обыкновенный жерех (3)
- Rhodeus amarus — Европейский горчак (4)
- Silurus glanis — Сом (3)
- Coregonus lavaretus baerii — Волховский сиг (1)
- Coregonus lavaretus baerii n. swirensis — Свирский сиг (1)
- Salmo salar morpha sebago — Лосось озёрный (2)
- Salmo trutta — Кумжа (2)
- Salvelinus lepechini — Палия (2)

- Triturus cristatus — Гребенчатый тритон (2)
- Pelobates fuscus — Обыкновенная чесночница (2)
- Pelophylax lessonae — Прудовая лягушка (3)

- Emys orbicularis — Европейская болотная черепаха (4)
- Natrix natrix — Обыкновенный уж (3)

- Gavia stellata — Краснозобая гагара (4)
- Gavia arctica arctica — Европейская чернозобая гагара (3)
- Tachybaptus ruficollis — Малая поганка (4)
- Podiceps nigricollis — Черношейная поганка (4)
- Podiceps auritus — Красношейная поганка (3)
- Podiceps grisegena — Серощёкая поганка (3)
- Botaurus stellaris — Большая выпь (5)
- Ixobrychus minutus — Малая выпь (4)
- Ciconia nigra — Чёрный аист (2)
- Cygnus cygnus — Лебедь-кликун (3)
- Cygnus bewickii — Малый лебедь (5)
- Anser anser — Серый гусь (3)
- Anser eryihropus — Пискулька (1)
- Branta bernicla hrota — Атлантическая чёрная казарка (4)
- Tadorna tadorna — Пеганка (4)
- Anas strepera — Серая утка (3)
- Anas acuta — Шилохвость (2)
- Somateria mollissima — Обыкновенная гага (3)
- Mergus merganser — Большой крохаль (4)
- Mergus albellus — Луток (4)
- Pandion haliaetus — Скопа (5)
- Milvus migrans — Чёрный коршун (3)
- Circus cyaneus — Полевой лунь (5)
- Circus pygargus — Луговой лунь (3)
- Circaetus gallicus — Змееяд (1)
- Aquila clanga — Большой подорлик (2)
- Aquila pomarina — Малый подорлик (3)
- Aquila chrysaetos — Беркут (2)
- Haliaeetus albicilla — Орлан-белохвост (3)
- Falco peregrinus — Сапсан (1)
- Falco vespertinus — Кобчик (3)
- Falco tinnunculus — Обыкновенная пустельга (3)
- Lagopus lagopus pallasi — Среднерусская белая куропатка (2)
- Perdix perdix — Серая куропатка (3)
- Pluvialis apricaria apricaria — Золотистая ржанка (3)
- Charadrius hiaticula — Галстучник (2)
- Haematopus ostralegus — Кулик-сорока (3)
- Philomachus pugnax — Турухтан (4)
- Calidris alpina schinzii — Малый чернозобик (1)
- Tringa totanus — Травник (4)
- Gallinago media — Дупель (2)
- Numenius arquata — Большой кроншнеп (3)
- Numenius phaeopus — Средний кроншнеп (3)
- Limosa limosa — Большой веретенник (3)
- Larus fuscus fuscus — Клуша (2)
- Sterna albifrons — Малая крачка (3)
- Cepphus grylle — Чистик (3)
- Alca torda — Гагарка (3)
- Uria aalge — Тонкоклювая кайра (3)
- Columba oenas — Клинтух (3)
- Streptopelia turtur — Обыкновенная горлица (2)
- Bubo bubo — Филин (2)
- Asio flammeus — Болотная сова (4)
- Surnia ulula — Ястребиная сова (4)
- Strix aluco — Серая неясыть (4)
- Strix nebulosa — Бородатая неясыть (2)
- Coracias garrulus — Сизоворонка (1)
- Alcedo atthis — Обыкновенный зимородок (5)
- Picus viridis — Зелёный дятел (3)
- Picus canus — Седой дятел (3)
- Dendrocopos leucotos — Белоспинный дятел (5)
- Picoides tridactylus — Трёхпалый дятел (3)
- Lullula arborea — Лесной жаворонок (3)
- Lanius excubitor excubitor — Обыкновенный серый сорокопут (3)
- Perisoreus infaustus — Кукша (4)
- Nucifraga caryocatactes caryocatactes — Ореховка (3)
- Cinclus cinclus — Оляпка (3)
- Sylvia nisoria — Ястребиная славка (2)
- Luscinia svecica — Варакушка (3)
- Panurus biarmicus — Усатая синица (3)
- Remiz pendulinus — Обыкновенный ремез (3)
- Parus ater — Московка (3)
- Parus cyanus — Европейская белая лазоревка (4)
- Emberiza aureola — Дубровник (1)
- Emberiza hortulana — Садовая овсянка (3)
- Emberiza rustica — Овсянка-ремез (2)

- Myotis brandtii — Ночница Брандта (3)
- Myotis mustacinus — Усатая ночница (3)
- Myotis dasycneme — Прудовая ночница (3)
- Myotis nattereri — Ночница Натерера (3)
- Pteromys volans — Обыкновенная летяга (3)
- Eliomys quercinus — Соня садовая (2)
- Terricola subterraneus — Подземная полевка (3)
- Halichoerus grypus macrorhynchus — Балтийский серый тюлень (5)
- Pusa hispida bothnica — Балтийская кольчатая нерпа (1)
- Pusa hispida ladogensis — Ладожская кольчатая нерпа (3)
- Gulo gulo — Росомаха (3)
- Mustela lutreola lutreola — Северная европейская норка (1)